# Naturschutzgebiet Scheffelberg / Kalberstert

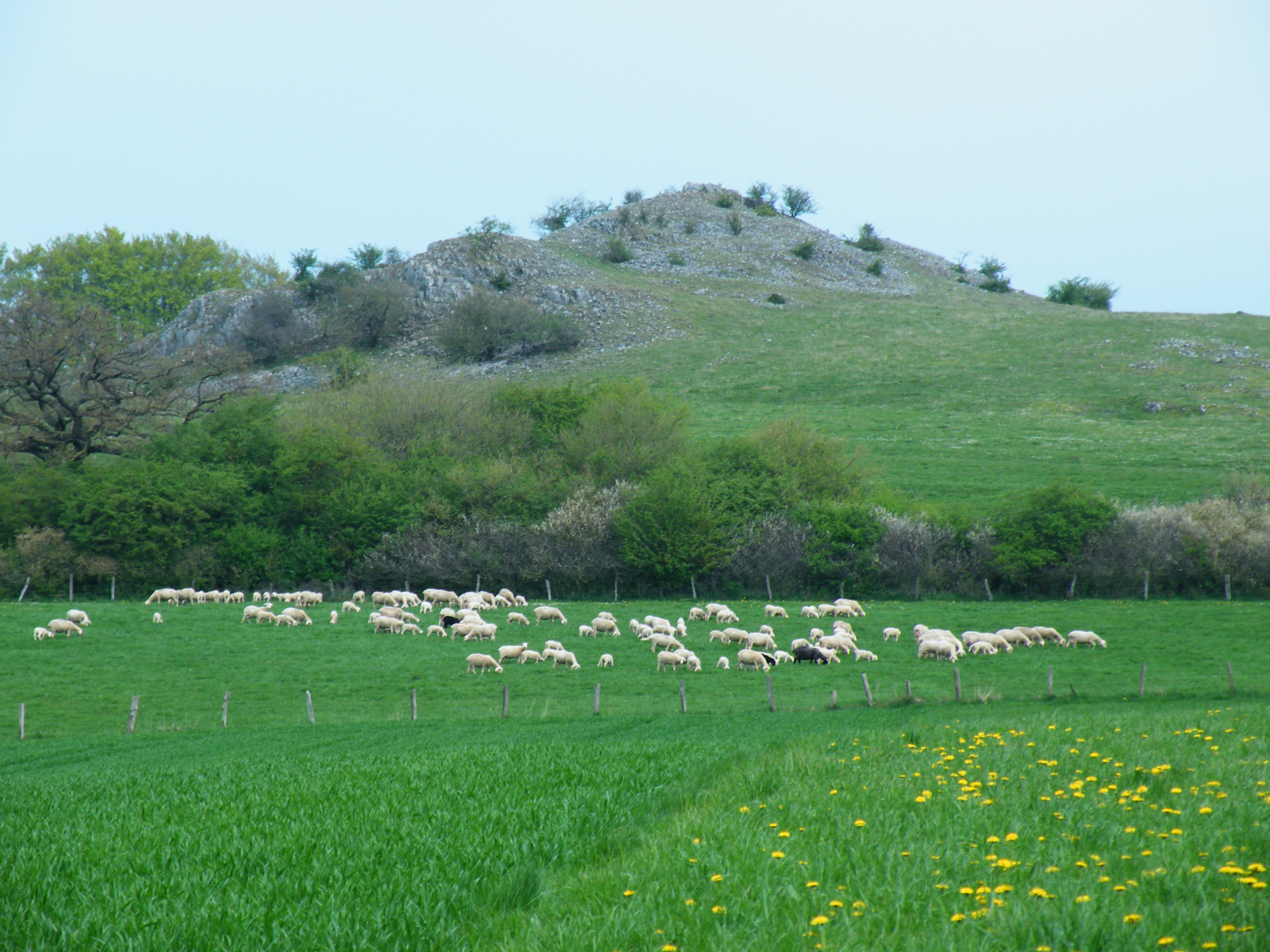
Kuppe Kalberstert

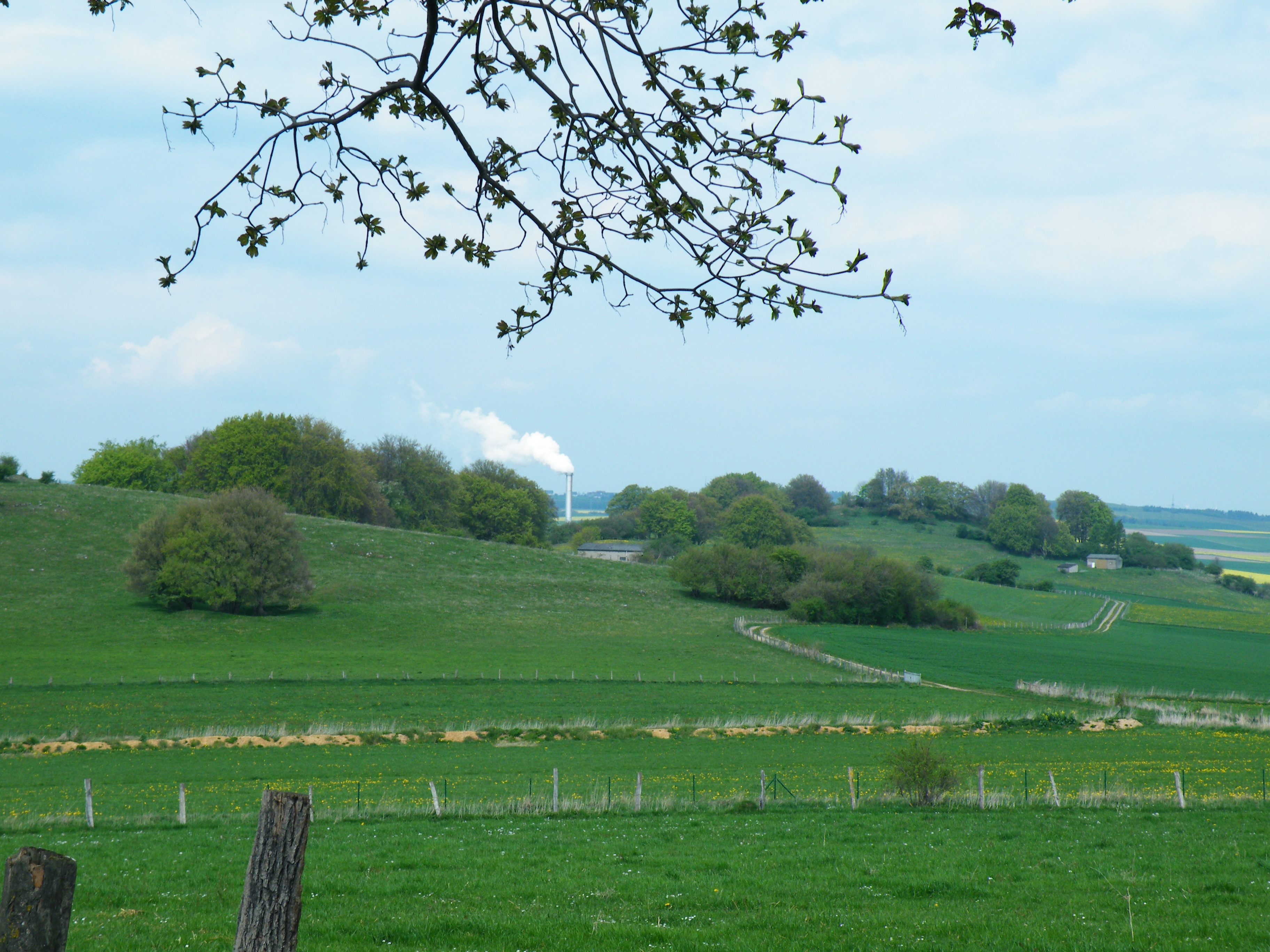
Bereich östlicher Kleiner Scheffelberg von Süden

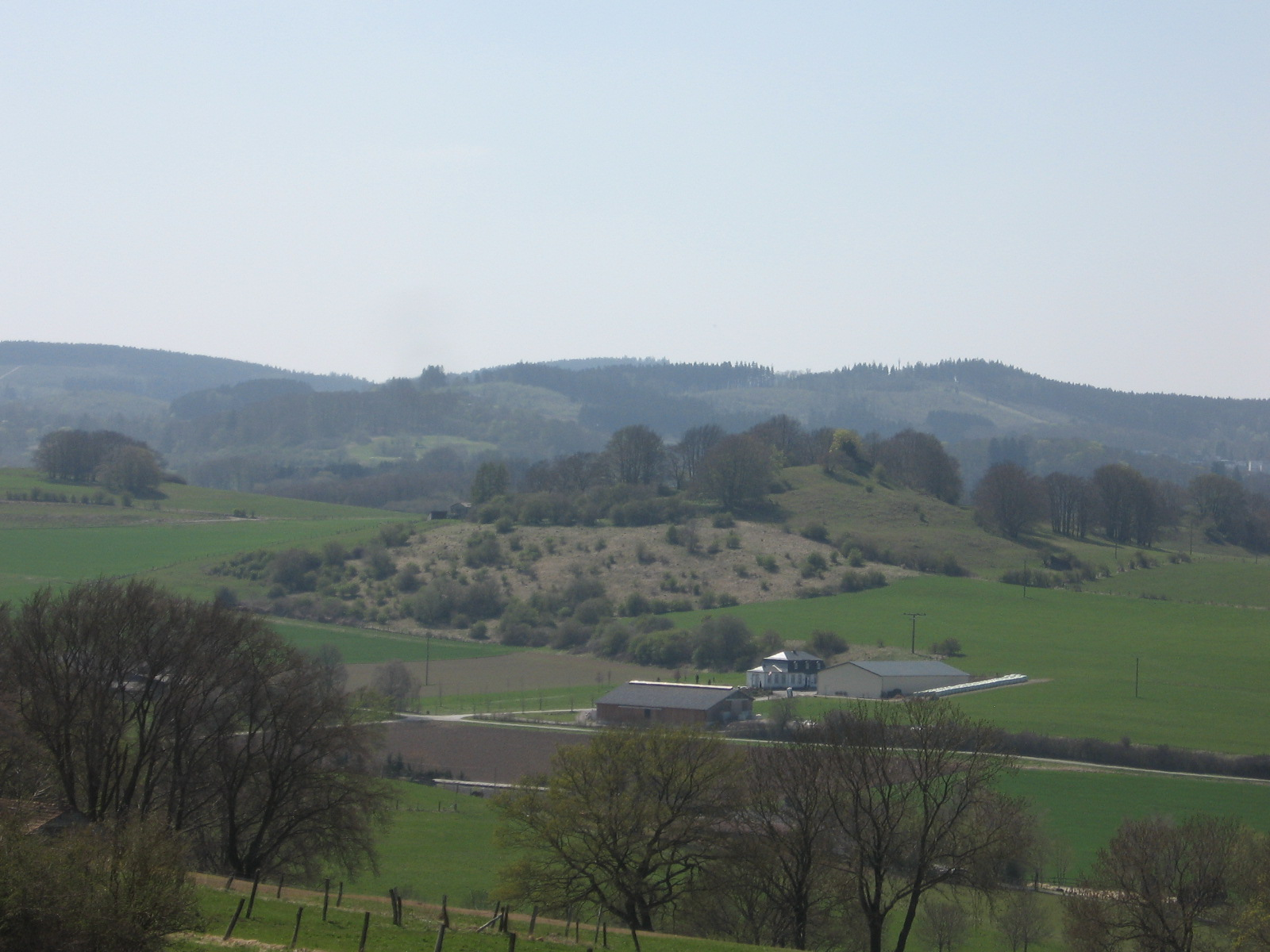
Bereich östlicher Großer Scheffelberg in Bildmitte von Nordosten

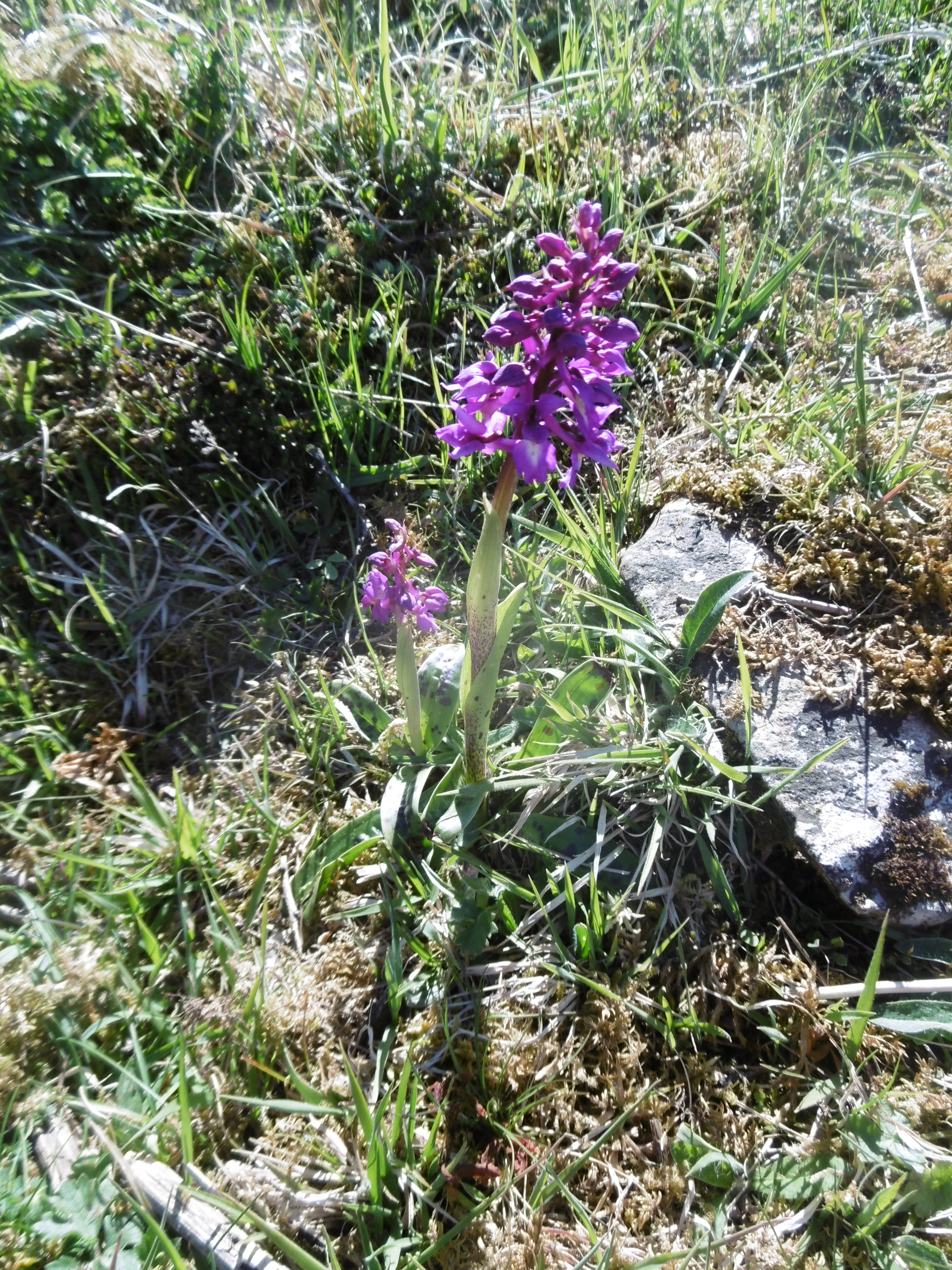
Männliches Knabenkraut im NSG

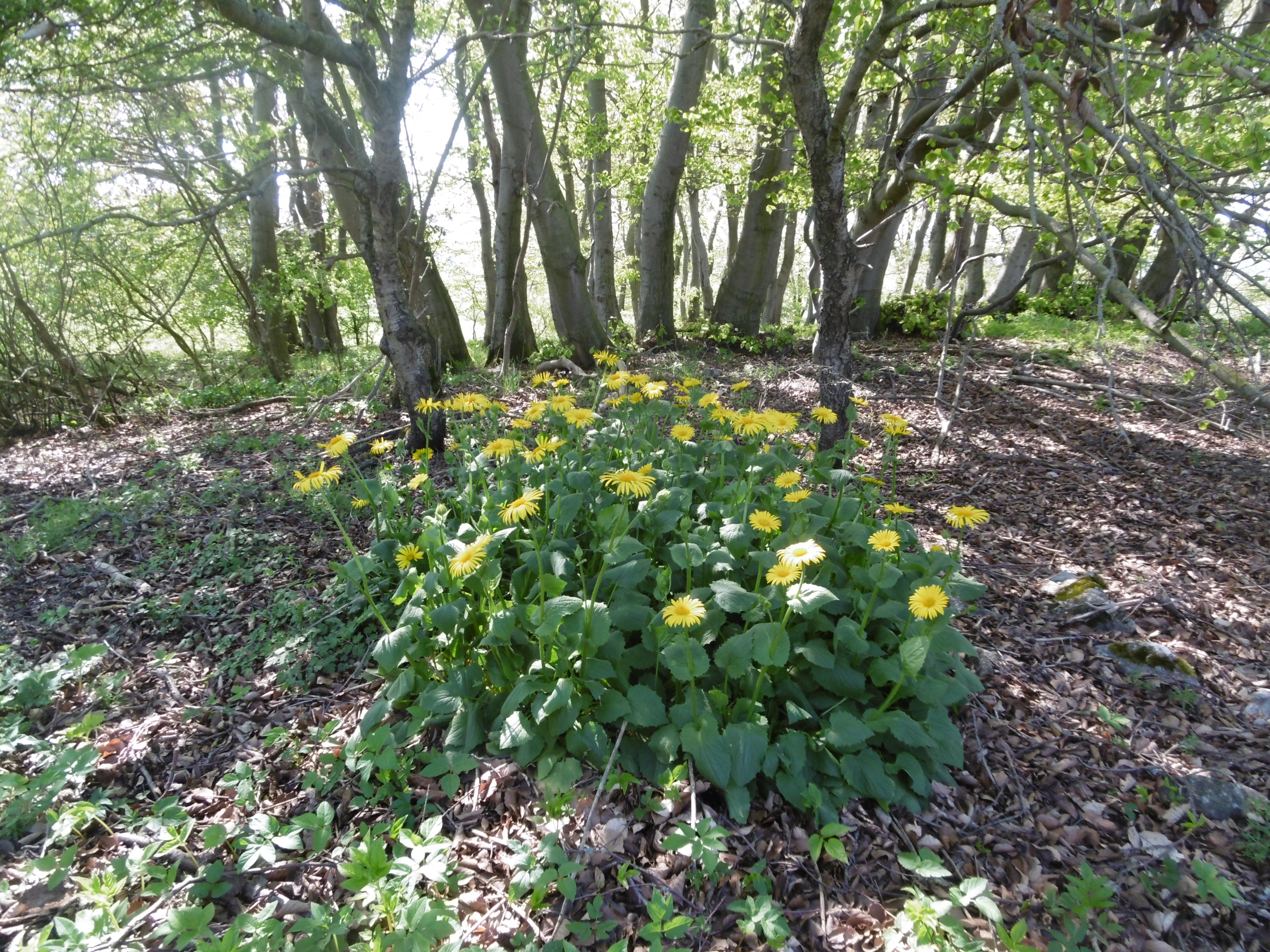
Kriechende Gämswurz im NSG

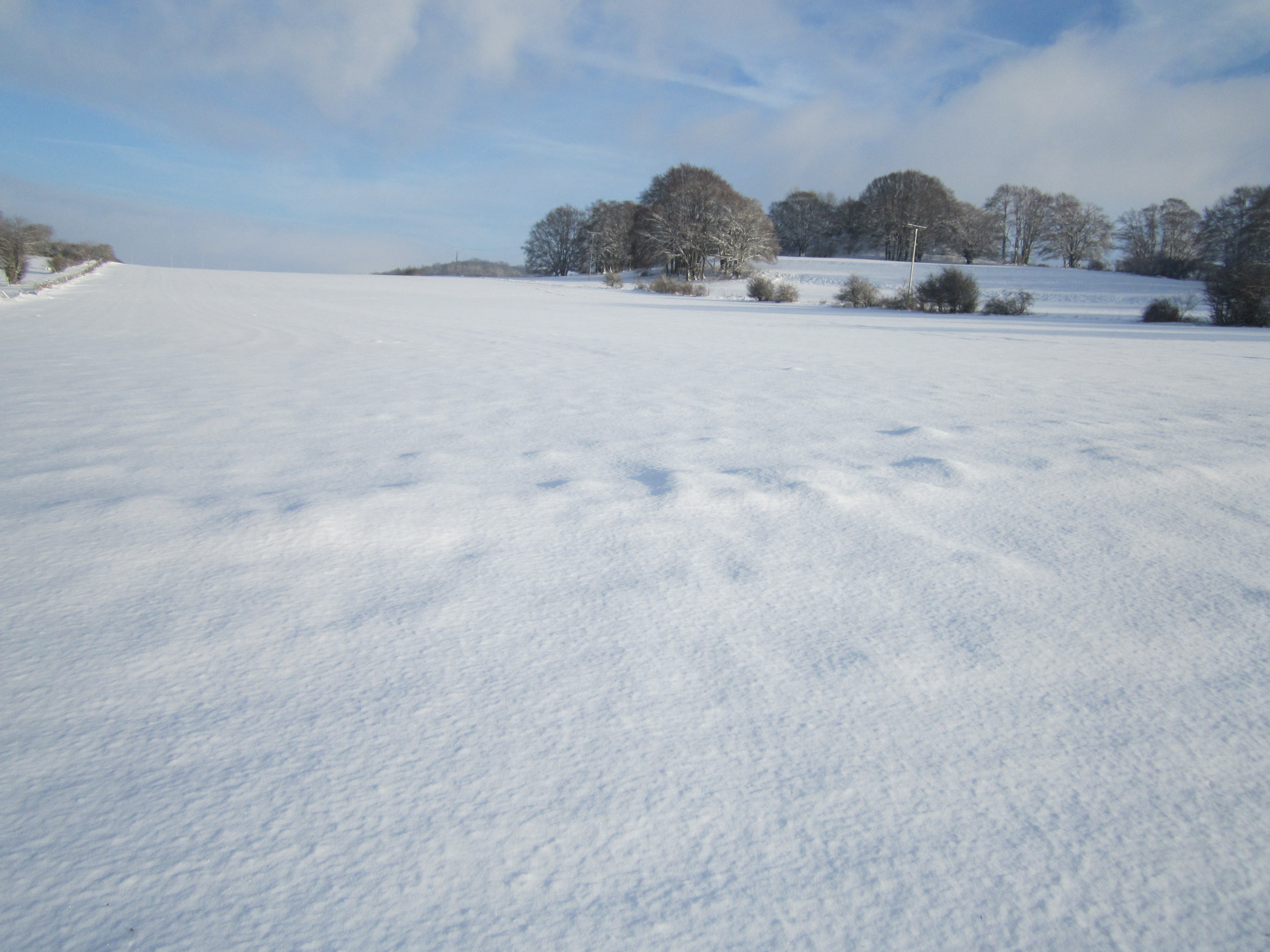
Bereich Großer Scheffelberg im Winter 2024 bei 22 cm Schnee

Das Naturschutzgebiet Scheffelberg / Kalberstert mit einer Größe von 45,62 ha liegt östlich von Brilon. Das Gebiet wurde 2008 mit dem Landschaftsplan Briloner Hochfläche durch den Hochsauerlandkreis als Naturschutzgebiet (NSG) ausgewiesen. Drei Teilflächen des NSG gehören zum FFH-Gebietes Kalkkuppen bei Brilon (DE 4617-303). Es ist eines von 31 Naturschutzgebieten in Brilon, welche zur Gruppe der Kalkkuppen mit speziellen Verboten gehören. Das NSG gehört seit 2023 zum Vogelschutzgebiet Diemel- und Hoppecketal mit angrenzenden Wäldern.

## Gebietsbeschreibung
Beim NSG handelt es sich um die vier Bergkuppen Kleiner Scheffelberg, Großer Scheffelberg, Gaus und Kalberstert. An beiden Kuppen Großer Scheffelberg und Kalberstert treten Felsen offen zu Tage. Neben Rotbuchenwald befinden sich hauptsächlich Grünlandbereiche im NSG. Zum Grünland gehören auch Magerrasen.
Insbesondere die kegelförmige Massenkalk-Felskuppe Kalberstert ist landschaftsprägend in der offenen Agrarlandschaft östlich von Brilon. Dazu trägt bei, dass nur wenige Büsche auf der Kuppe stehen, wo der Fels offen zu Tage tritt. Eine artenreiche Kleinfarn- und Kryptogamenflora sind auf der Felskuppe zu finden, die von ausgedehnten Schutthalden und blumenreichen Kalkhalbtrockenrasen umgeben ist. In weniger steilen und etwas tiefergründigen Bereichen gehen die Kalkhalbtrockenrasen in Magerweiden über.
Am Großen Scheffelberg befinden sich Blumenreiche Kalkhalbtrockenrasen in einem größeren Bereich an der steinig-flachgründigen Hauptkuppe und am steilen Osthang. Sie gehen in weniger steilen Bereichen in strukturreiche Magerweiden über, die großflächig den Nordhang und den beweideten Westhang einnehmen. Ausgehagerte Geländekanten der terrassierten Hänge weisen lokal auch Halbtrockenrasen auf. Stellenweise sind die Geländekanten von Gebüschen und Baumreihen bestanden. Baumgruppen, Heckenreihen und Einzelgebüsche gliedern landschaftsprägend den Nordteil des NSG. In der Plateaulage und am Südhang des Großen Scheffelberges sind durch Düngung in Fettweiden umgewandelt worden.
Beim Kleinen Scheffelberg liegt ein von Gebüschen bzw. am Nordrand von kleines Buchenwäldchen des Waldmeisterbuchewaldes eingefasster Halbtrockenrasen auf dem Plateau der Bergkuppe. Teils aufgedüngte Weideflächen liegen im Westen und Osten der Kuppe. Das Grünland wird gegliedert durch einzelne Gehölze und magere Terrassenkanten. Ein kleiner ehemaliger Steinbruch am Nordrand ist durch Büsche bewachsen.
Im NSG kommen seltene Pflanzenarten vor. Es wurden durch das Landesamt für Natur, Umwelt und Verbraucherschutz Nordrhein-Westfalen Pflanzenarten Arten wie Acker-Hornkraut, Acker-Witwenblume, Breitblättriger Thymian, Dornige Hauhechel, Echte Nelkenwurz, Echter Wiesenhafer, Echtes Johanniskraut, Echtes Labkraut, Einjähriger Knäuel, Färber-Ginster, Fieder-Zwenke, Flaumiger Wiesenhafer, Frühlings-Fingerkraut, Frühlings-Segge, Fuchssches Greiskraut, Gänseblümchen, Geflecktes Johanniskraut, Geflecktes Knabenkraut, Gelbes Sonnenröschen, Gemeines Ferkelkraut, Gemeines Kreuzblümchen, Gewöhnliche Goldnessel, Golddistel, Gras-Sternmiere, Großblütige Braunelle, Große Händelwurz, Heide-Labkraut, Kleine Bibernelle, Kleiner Klappertopf, Kleiner Wiesenknopf, Kleines Habichtskraut, Knackelbeere, Knolliger Hahnenfuß, Körner-Steinbrech, Kriechende Hauhechel, Kriechender Günsel, Kriechender Hahnenfuß, Kugelige Teufelskralle, Magerwiesen-Margerite, Maiglöckchen, Männliches Knabenkraut, Mauerlattich, Mauerraute, Mittlerer Wegerich, Nesselblättrige Glockenblume, Purgier-Lein, Rauhaarige Gänsekresse, Rundblättrige Glockenblume, Ruprechtskraut, Schaf-Schwingel, Scharfer Mauerpfeffer, Schopfige Kreuzblume, Skabiosen-Flockenblume, Spitzlappiger Frauenmantel, Tauben-Skabiose, Wald-Erdbeere, Wald-Habichtskraut, Waldmeister, Wald-Veilchen, Wald-Ziest, Wiesen-Schafgarbe, Wiesen-Schlüsselblume, Wiesen-Schwingel, Zaun-Wicke und Zweiblättrige Schattenblume nachgewiesen.

## Spezielle Schutzzwecke für das NSG
Wie bei allen Naturschutzgebieten in Deutschland wurde in der Schutzausweisung darauf hingewiesen, dass das Gebiet „wegen der Seltenheit, besonderen Eigenart und Schönheit des Gebietes“ zum Naturschutzgebiet erklärt wurde. Laut Landschaftsplan erfolgte die Ausweisung zur
- „Erhaltung und Optimierung eines artenreichen Biotopmosaiks aus strukturreichem, großenteils extensiv genutztem Magergrünland, Felsbiotopen und Kalkbuchenwäldchen als Lebensräume von tlw. seltenen und gefährdeten Tier- und Pflanzenarten sowie als wichtige Teilflächen im regionalen Verbund ähnlicher Biotopstrukturen“,
- „Erhaltung der besonderen Eigenart der Kalberstertkuppe im Landschaftsbild; Schutz von landeskundlich und wissenschaftlich interessanten Kleinstrukturen (Pingen, Kalberstertkuppe)“,
- „Sicherung der Kohärenz und Umsetzung des europäischen Schutzgebietssystems Natura 2000“.

## Verbote
Zu den normalen Verboten in Naturschutzgebieten kommen beim NSG Scheffelberg / Kalberstert wie bei den anderen 30 Kalkkuppen im Stadtgebiet Brilon zusätzliche Verbote für die Kernzone des NSG hinzu. Es ist verboten, die Kalkkuppen zu düngen, zu walzen und zu schleppen. Es dürfen nicht mehr als zwei Großvieheinheiten pro Hektar gleichzeitig weiden. Ferner darf erst ab dem 1. Juli eines Jahres gemäht werden.